# Неортодоксальная экономика
Неортодоксальная, или альтернативная, экономика — широкий спектр альтернатив доминирующим в обществе экономическим идеям и практикам, то есть теории, идеи и школы экономической мысли, не попавшие в мейнстрим, идеологию, лежащую в основе политики Всемирной торговой организации, Международного валютного фонда и Всемирного банка.

## История
В исторической перспективе многие теории и школы были неортодоксальными на определённом этапе своего развития. В XV—XVII веках господствовали идеи меркантилизма, до начала XIX века теории Адама Смита были неортодоксальными, потом, получив поддержку Давида Рикардо и других экономистов, они стали доминировать. Но в 1870—1890-х годах появляется маржинализм и главенствующая доктрина сменяется на неоклассическую экономическую теорию Маршалла, которая, в свою очередь, во время Великой депрессии 1929—1933-х уступает главенствующее положение кейнсианству за счёт макроэкономических успехов последнего и с которым в результате неоклассической революции 1960—1970-х объединяется в современную неоклассическую теорию, которая, впрочем, не покушается на принцип невмешательства Адама Смита и теорию сравнительных преимуществ Давида Рикардо.

## Трудности классических теорий
Сегодня многие лидеры экономической ортодоксии находятся в плену … чудовищного оптимизма и нуждаются в освобождении от него. Сегодняшняя Панглосова экономическая теория строится сверху вниз — на основании произвольно выбранных предпосылок и метафор из астрономии и физики.— Эрик Райнерт — «Как богатые страны стали богатыми, и почему бедные страны остаются бедными»
По мнению многих сторонников альтернативных экономических теорий, современный экономический мейнстрим построен сверху вниз на основах индивидуализма, эгоизма и рационализма, рассматривая равновесные состояния экономики как гармоничное состояние, достигающееся за счёт совершенной конкуренции, следуя в методологии формализму математических методов на зачастую лишенных здравого смысла допущениях.
Догма глобальной свободной торговли, основанная на теории Адама Смита приводит к такой эксплуатации бедных стран богатыми, которая в конечном итоге приводит к голоду и войнам.
Но при том, что неудачными признаются как многие экономические теории, так и практика их применения, большинство экономистов не считает, что кейнсианско-неоклассический синтез находится в кризисе, так как «кризис теории наступает не тогда, когда накапливаются факты, ей противоречащие. Это необходимое, но не достаточное условие. Кризис наступает тогда, когда эти факты выстраиваются в альтернативную конкурирующую гипотезу».

## Современное состояние
Единой конкурирующей гипотезы не существует.  Если мейнстрим отличается консерватизмом и сдвигом исследований во всё более мелкие и узкие темы, то альтернативные ему теории характерны обилием новых разрозненных идей и их общей непроработанностью, отсутствием цельной и обобщённой научной картины. В отличие от «ловушки унификации» мейнстрима неортодоксальные школы страдают от «ловушки фрагментации» при том, что отдельные школы показывают достаточно высокий уровень догматизма.
В настоящее время к неортодоксальным могут относить такие школы, как посткейнсианство, современная марксистская политическая экономия, зелёная экономика, мютюэлизм, «свободная экономика», феминистическая экономика, эволюционная экономика, мусульманская экономика и др., а также такие направления, как эконофизика, экономика участия, социоэкономика, нейроэкономика, ресурсо-ориентированная экономика.

### Частные альтернативные теории
Моральная экономика — альтернативная и капитализму, и социализму систематическая теория сельской экономики Александра Чаянова
Другие примеры альтернативных теорий и практик хозяйствования:
- Противопоставление рыночной экономике неденежной экономики:
  - Попытки заменить денежный обмен бартером, например с помощью бартерных бирж;
  - Банк времени — экономика, основанная на временном факторе;
  - Свободные деньги — деньги лишь как средство обмена;
  - Попытка ввести вместо денежных индикаторов другие, например валовое национальное счастье.
- Индивидуализму противопоставляется экономика, основанная на социальной ответственности.
- Эгоизму свободной торговли противопоставляются справедливая торговля, демократия участия и экономика участия (Майкл Альберт, Робин Ханель[англ.]).
- Ограничениям интеллектуальной собственности противопоставляется свободно и бесплатно распространяемая информация (Linux, Википедия)[7].
- Государственному управлению противопоставляется децентрализация и анархизм:
  - Торговая система местного обмена;
  - Частные деньги;
  - Контрэкономика.
- Хищническому отношению к природе — бережное:
  - Зелёная экономика;
  - Экологическая экономика;
  - Социальная экология, зелёный анархизм, экосоциализм, фриганизм;
  - Возобновляемая энергия, автономные здания;
  - Органическое сельское хозяйство, пермакультура.
- Количественному измерению экономического роста — качественное:
  - Дерост.

## Интересные факты
- Существуют новостные и аналитические сайты, позиционирующие альтернативную экономику как центральную тему[8].
- Термин «альтернативная экономика» иногда используется как синоним фиктивной экономики[9].